# サマーナイトフェスティバル
サマーナイトフェスティバルは、2005年度から行われている競輪のGII競走である。7月中旬、海の日を決勝実施日とする4日間の日程で開催される。大会名の通り、第1回からナイター開催で行われている。

## 概要
本大会は、ナイター開催を実施している競輪場を舞台としたレースである。
- 2025年4月時点では、函館・青森・いわき平・宇都宮・弥彦・前橋・西武園・京王閣・松戸・川崎・平塚・伊東・静岡・豊橋・名古屋・岐阜・松阪・四日市・奈良・玉野・松山・高知・小倉・久留米・武雄・佐世保・別府の27競輪場でナイター開催が行われている。
- ただし、小倉では毎年GI「競輪祭」を開催していることもあり、2日間制ないし3日間制の時代から本大会の開催実績はなく、4日間制となった2025年以降は「GIII（記念競輪）以上の4日間制グレードレースの開催は原則として1競輪場につき年間1節に限る」という競輪の規程に抵触することから、今後も小倉では（4日間制である限り）本大会が開催されることはない。

本大会の優勝者は、競輪マスコミではしばし夜王と称される。
2014年の第10回から2024年の第20回までは、併せてガールズケイリンフェスティバルも同時に開催された。
全国的なナイター競走の場外発売体制が整っていないため、一部の競輪場または場外車券売場においては昼間開催の時間までしか車券の場外発売が行われないところがある。

### 賞金
以下は、第21回大会（2025年）の決勝戦における各着順の賞金額。（　）内は副賞（1〜3着に授与）を含めた金額。いずれも単位は万円。
| 1着            | 2着            | 3着        | 4着   | 5着   | 6着   | 7着   | 8着   | 9着   |
| -------------- | -------------- | ---------- | ----- | ----- | ----- | ----- | ----- | ----- |
| 2,900（3,100） | 1,463（1,527） | 817（847） | 464.2 | 343.9 | 284.2 | 268.1 | 252.9 | 238.6 |

## 歴史
本大会は徐々に開催日程が延長されていく歴史があり、2005年～2014年は2日間、2015年～2024年は3日間、2025年からは4日間の日程で開催されている。
2005年及び2006年は9レース制だったが、2007年においては、国際競輪レース（両日とも1個レースずつ）を併催するため、両開催日とも10レース制で開催された。2014年から女子選手によるガールズケイリンフェスティバルも同時に開催されるようになり、2015年から3日制で開催されることになった。
新型コロナウイルス感染症の流行期に開催された第16回大会（2020年）、第17回大会（2021年）は、事前抽選による入場制限が行われたが、巣ごもり特需によるインターネット投票の増加により、目標を大きく上回る売り上げを達成した。特に第16回大会の総売上額57億4570万8300円は、当時サマーナイトフェスティバルにおける過去最高の売り上げ記録を樹立した。
入場制限が撤廃された第18回大会（2022年）、続く第19回大会（2023年）も、好調な売り上げを継続している。
3日間制としては最後の開催となった第20回大会（2024年）では、総売上額64億6833万2900円（目標額55億円）となり、3日間制時代としては過去最高の売上額となり大成功を収めた。
2025年より4日間・12レース制となり、優勝賞金も前年2024年の1500万円から2900万円（いずれも本賞金）と倍近くに増額され、他のGIIであるウィナーズカップ・共同通信社杯競輪と同額となった。

## 出場選手選抜方法
選考期間中の各開催の優勝者が一堂に集結するように選抜されるのが特徴であり、S級S班とトラック強化指定選手を除き、競走得点が高くても未優勝での出走は困難である。毎回若干変更・修正されるものの、概ね以下の資格順位により正選手108名、補欠選手8名を選抜する。
- 選考期間…前年11月〜当年4月（6ヶ月）、選考月…5月、最低出走回数…24出走[注 6]（但し変更になる可能性がある）

1. S級S班在籍者
2. 選手選考対象期間において2ヶ月以上JCFトラック種目強化指定（A）に所属した者（開催時S級1班所属が条件）
3. GI・GII（ヤンググランプリを含む）・GIIIの優勝者
4. FIの優勝回数上位者
なお、優勝回数が同じ場合は平均競走得点の上位者を、それも同じ場合は賞金獲得額の上位者を選抜

補欠選手は正選手を除くFIの優勝回数上位者からさらに順次選抜される。
正選手のうち、以下の条件を満たした合計27名については、特別選抜予選に出走できる。
特別選抜予選（27名）
1. 前年のKEIRINグランプリ優勝者・選考期間中のGI・GII優勝者
2. 選考期間中のGIII優勝者。優勝回数上位が優先、同数の場合は選考期間中の平均競走得点上位より選抜
3. 選考期間中のFI優勝者。優勝回数上位が優先、同数の場合は選考期間中の平均競走得点上位より選抜

## 概定番組

### 2025年度の番組
| 優秀   | 初日              | 2日目             | 3日目       | 00最終日00 |
| ------ | ----------------- | ----------------- | ----------- | ---------- |
| 優秀   | 特別選抜予選（3） | アルタイル賞（1） | 準決勝（3） |            |
| 優秀   | 一次予選（9）     | 二次予選A（3）    |             | 決勝（1）  |
| 優秀   | 一次予選（9）     | 二次予選B（3）    |             | 決勝（1）  |
| 敗者戦 |                   | (5)               | (9)         | （11）     |

全4日間、12レース制で開催される。途中帰郷はない。
- 「特別選抜予選」 1日目に3レース実施され、各レース3着までが「アルタイル賞」に、4着～6着が「二次予選A」に、7着～9着が「二次予選B」に進出。
- 「一次予選」 合計9レース行われ、各レース1・2着18名が「二次予選A」に、3・4着18名が「二次予選B」に進出。
- 「アルタイル賞」 2日目最終レースで行われ、失格にならない限り、9名全員が「準決勝」進出。
- 「二次予選A」2日目に3レース行われ、各レース1-4着12名が「準決勝」進出。
- 「二次予選B」2日目に3レース行われ、各レース1-2着6名が「準決勝」進出。
- 「準決勝」 3日目に合計3レース行われ、各レース1-3着9名が「決勝」進出を決めると同時に、朝日新聞社杯競輪祭の出走権を獲得する。
- 「決勝」 4日目最終レース。

### 2024年度以前の番組
以下は、3日間制であった2024年のもの
| 第1日                     |                           | 第2日                                      |                           | 第3日                           |
| 特別選抜予選              |                           | 準決勝 x3                                  |                           | 決勝                            |
|                           |                           | 特選予選 1-9位 (9) 予選 1-2位 (16) 3位 (2) |                           | 準決勝 1-3位 (9) 0              |
| 予選 x8                   |                           | 特選 x3                                    |                           | 特秀 x2                         |
|                           |                           | 予選 3位 (6) 4-5位 (16) 6位 (5)            |                           | 準決勝 4-6位 (9) 特選 1-3位 (9) |
|                           |                           | 選抜 x3                                    |                           | 特選 x2                         |
|                           |                           | 予選 6位 (3) 7-9位 (24) 0                  |                           | 準決勝 7-9位 (9) 特選 4-6位 (9) |
|                           |                           |                                            |                           | 選抜 x2                         |
|                           |                           |                                            |                           | 特選 7-9位 (9) 選抜 1-3位 (9)   |
| 凡例: 勝ち上がり戦 敗者戦 | 凡例: 勝ち上がり戦 敗者戦 | 凡例: 勝ち上がり戦 敗者戦                  | 凡例: 勝ち上がり戦 敗者戦 | 一般 x2                         |
|                           |                           |                                            |                           | 選抜 4-9位 (18)                 |

勝ち上がり戦
- 「特別選抜予選」 第1日最終レース。失格にならない限り、9名全員が「準決勝」進出。
- 「予選」 合計8レース行われ、各レース1-2着16名と3着8名のうち平均競走得点上位2名が「準決勝」進出。
- 「準決勝」 合計3レース行われ、各レース1-3着9名が「決勝」進出。
- 「決勝」 第3日最終レース。第14回（2018年）以降は、第11レースが「ガールズケイリンフェスティバル」決勝戦、第12レースが「サマーナイトフェスティバル」決勝戦で固定されていた。

その他、2日目以降に敗退者を対象とした「一般」（3日目のみ）、「選抜」、「特選」、「特別優秀（特秀）」が開催される。

### 過去のレース編成
2007年
2007年においては、国際競輪レース（両日とも1個レースずつ）を併催するため、両開催日とも10レース制で開催された。
| 初日（7月20日）  | レース種別                           |
| ---------------- | ------------------------------------ |
| 第1競走-第9競走  | 予選レース                           |
| 第10競走（最終） | 国際競輪（ワールドグランプリレース） |
| 2日目（7月21日） | レース種別                           |
| 第1競走-第3競走  | 選抜レース                           |
| 第4競走-第6競走  | 特選レース                           |
| 第7競走          | 国際競輪（ワールドステージレース）   |
| 第8競走・第9競走 | 優秀レース                           |
| 第10競走（最終） | 決勝レース                           |

2014年
2014年から女子選手によるガールズケイリンフェスティバルも同時に開催されるようになり、2015年から3日制で開催されることになった。
| \| 初日(8月8日) \| レース種別 \| \| ----------------- \| ------------------------------------ \| \| 第1競走-第3競走 \| ガールズケイリンフェスティバル予選 \| \| 第4競走-第12競走 \| サマーナイトフェスティバル予選 \| \| 2日目(8月9日) \| レース種別 \| \| 第1競走-第2競走 \| ガールズケイリンフェスティバル選抜 \| \| 第3競走-第5競走 \| サマーナイトフェスティバル選抜 \| \| 第6競走-第8競走 \| サマーナイトフェスティバル順位決定戦 \| \| 第9競走 \| ガールズケイリンフェスティバル決勝 \| \| 第10競走-第11競走 \| サマーナイトフェスティバル順位決定戦 \| \| 第12競走 \| サマーナイトフェスティバル決勝 \| - 初日 「予選」 合計9レース行われ、着順によって最終日に出走する競走が異なる。 - 2日目（最終日） 「決勝」 「予選」各レース1着9名により行われ、上位3着までは表彰式で表彰台に上がることができる。また、優勝者には優勝インタビューやウイニングランなどが執り行われる。 「順位決定（1）」 「予選」各レース2着9名により行われる。 「順位決定（2）」 「予選」各レース3着9名により行われる。 「順位決定（3）」 「予選」各レース4着9名により行われる。 「順位決定（4）」 「予選」各レース5着9名により行われる。 「順位決定（5）」 「予選」各レース6着9名により行われる。 「選抜」 合計3レースで、「予選」各レース7〜9着27名により行われる。 |                                      |
| 初日(8月8日) | レース種別                           |
| 第1競走-第3競走 | ガールズケイリンフェスティバル予選   |
| 第4競走-第12競走 | サマーナイトフェスティバル予選       |
| 2日目(8月9日) | レース種別                           |
| 第1競走-第2競走 | ガールズケイリンフェスティバル選抜   |
| 第3競走-第5競走 | サマーナイトフェスティバル選抜       |
| 第6競走-第8競走 | サマーナイトフェスティバル順位決定戦 |
| 第9競走 | ガールズケイリンフェスティバル決勝   |
| 第10競走-第11競走 | サマーナイトフェスティバル順位決定戦 |
| 第12競走 | サマーナイトフェスティバル決勝       |

## 過去の優勝者
| 回 | 開催日             | 開催場   | 優勝者     | 府県 |
| -- | ------------------ | -------- | ---------- | ---- |
| 1  | 2005年8月5日-6日   | 川崎     | 有坂直樹   | 秋田 |
| 2  | 2006年7月21日-22日 | 函館     | 市田佳寿浩 | 福井 |
| 3  | 2007年7月20日-21日 | 松戸     | 濱口高彰   | 岐阜 |
| 4  | 2008年7月19日-20日 | 四日市   | 新田康仁   | 静岡 |
| 5  | 2009年7月24日-25日 | 川崎     | 武田豊樹   | 茨城 |
| 6  | 2010年7月17日-18日 | 函館     | 成田和也   | 福島 |
| 7  | 2011年7月22日-23日 | 松山     | 神山雄一郎 | 栃木 |
| 8  | 2012年8月17日-18日 | 四日市   | 武田豊樹   | 茨城 |
| 9  | 2013年8月2日-3日   | いわき平 | 佐藤友和   | 岩手 |
| 10 | 2014年8月8日-9日   | 松戸     | 深谷知広   | 愛知 |
| 11 | 2015年8月21日-23日 | 函館     | 近藤龍徳   | 愛知 |
| 12 | 2016年7月16日-18日 | 川崎     | 浅井康太   | 三重 |
| 13 | 2017年7月15日-17日 | 伊東温泉 | 新田祐大   | 福島 |
| 14 | 2018年7月14日-16日 | 松戸     | 渡邉一成   | 福島 |
| 15 | 2019年7月13日-15日 | 別府     | 村上博幸   | 京都 |
| 16 | 2020年7月10日-12日 | いわき平 | 清水裕友   | 山口 |
| 17 | 2021年7月16日-18日 | 函館     | 松浦悠士   | 広島 |
| 18 | 2022年7月16日-18日 | 玉野     | 松浦悠士   | 広島 |
| 19 | 2023年7月15日-17日 | 函館     | 松浦悠士   | 広島 |
| 20 | 2024年7月13日-15日 | 松戸     | 眞杉匠     | 栃木 |
| 21 | 2025年7月18日-21日 | 玉野     | 眞杉匠     | 栃木 |

## 今後の開催予定
- 第22回 - 2026年 7月17日-20日 - 高知競輪場（初開催）

## 決勝戦テレビ中継
- 一部放送していない大会はあるが、第9回（2013年）から第15回（2019年）はBS日テレで放送されていた。
  - 第16回（2020年）はプロ野球中継（読売ジャイアンツ対東京ヤクルトスワローズ戦）を優先して[注 8]、第17回（2021年）はプロ野球中継は組まれていなかったが、中継も放送されなかった。

- 第3回（2007年）までは地上波中継もあったが、現在は放送される場合でもBSのみになっている。

- 第18回（2022年）・第19回（2023年）は、BSよしもとのレギュラー番組「競輪LIVE!チャリロトよしもと」のスペシャルとして、決勝戦を生中継[15][16]。なお、第20回（2024年）はよしもとBASEBALL LIVE（福岡ソフトバンク対千葉ロッテ戦）を優先、第21回（2025年）は直前の6月にBSよしもとが競輪中継から撤退したこともあり、いずれも中継されなかった。

## エピソード
- 初の4日間制となった第21回（2025年）では、前検日（7月17日）当日に脇本雄太が欠場を発表。初日（18日）第12レース（1予特選）では組替が発生、欠場した脇本雄太に代わり寺崎浩平が繰り上がった[17]。また、4日間の総売上額は目標を10億円も上回る85億円となった[18]。